# Alessandro Verri
(Alessandro Verri, Saggio sulla Storia d'Italia)
Il conte Alessandro Verri (Milano, 9 novembre 1741 – Roma, 23 settembre 1816) è stato uno scrittore e letterato italiano.
Giovanissimo contribuì a fondare, insieme al fratello Pietro, l'Accademia dei Pugni e il periodico Il Caffè partecipando alla vita intellettuale degli illuministi lombardi. Successivamente fece parte dell'Accademia dell'Arcadia . Visse sia in Italia che in Francia e Gran Bretagna. Scrisse alcuni romanzi, due tragedie e diversi saggi tra cui il Saggio sulla storia d'Italia e Notti romane al sepolcro degli Scipioni. È noto il suo ricco carteggio con il fratello Pietro.

## Biografia
Figlio del giurista milanese Gabriele Verri, giovanissimo partecipò alle attività dell'Accademia dei Pugni, fondata insieme al fratello Pietro Verri e agli amici Cesare Beccaria, Alfonso Longo, Pietro Francesco Secco Comneno, Giambattista Biffi e Luigi Stefano Lambertenghi, e collaborò al giornale Il Caffè. In questo periodo scrisse il Saggio sulla storia d'Italia (1761-66).
Dopo aver soggiornato in Francia (assieme a Beccaria fu ospite del barone d'Holbach) e Gran Bretagna dal 1767 visse a Roma e fu strettamente legato alla marchesa Margherita Sparapani Gentili Boccapadule diventandone nel tempo fedele compagno, devoto servitore e inseparabile amico.
Nella fase romana si occupò di teatro: scenografo e attore per diletto, con lo pseudonimo de “Il Putto” fu tra i primi traduttori di William Shakespeare in italiano. Scrisse due tragedie: Pantea, d'argomento classico, e La congiura di Milano d'argomento moderno, che pubblicò insieme nel 1779 con il titolo di Tentativi drammatici.
Nel 1782 pubblicò il romanzo Le avventure di Saffo poetessa di Mitilene, nel quale dà di Saffo una rappresentazione di estrema purezza: il motivo del suicidio della poetessa a causa dell'amore non ricambiato non è esente da influssi della moda wertheriana allora dilagante per l'Europa. La prima edizione fu stampata dal Giunchi di Roma nel 1780 con il falso luogo di Padova.
L'opera che gli dette fama fu Notti romane al sepolcro degli Scipioni, uscita in due parti, nel 1782 e nel 1804. Ci fu anche una terza parte rimasta inedita fino al 1967. È un curioso caso di finzione letteraria (si immagina che il testo sia la traduzione di un manoscritto greco allora venuto alla luce, e l'inganno riuscì talmente bene che l'autore finì col rivelarsi). "Non è traduzione, ma romanzo originale del cav. Alessandro Verri, milanese (…) altrove ebbe il meritato onore di varie ristampe" (Melzi, I, 103). 
Dal 1792 fece parte dell'Arcadia di Roma col nome arcadico di Aristandro Pentelico.
Tra gli altri suoi scritti vanno ricordati una traduzione di Dafni e Cloe di Longo Sofista (1812), il romanzo Vita di Erostrato (1815) e le Vicende memorabili dal 1789 al 1801 (pubblicate postume nel 1858).
Il carteggio con il fratello Pietro è il più ricco e importante del Settecento italiano. Secondo un'ipotesi molto accreditata il fratello minore di Alessandro e Pietro Verri, Giovanni, fu il padre naturale di Alessandro Manzoni.

## Opere
Alessandro Verri si occupò di teatro, saggistica e narrativa, nonché dell'edizione del periodico Il Caffè, con in fratello Pietro, con cui è noto anche il carteggio.

### Teatro
- Tentativi drammatici (1779)[6]
  - Pantea
  - La congiura di Milano

### Saggistica
- Saggio sulla storia d'Italia (1761-66)
- Vicende memorabili dal 1789 al 1801 (opera postuma, 1858)[6]

### Romanzi
- Le avventure di Saffo poetessa di Mitilene (1782)[6]
- Notti romane al sepolcro degli Scipioni (1782-1804)[6]
- Vita di Erostrato (1815)[6]

### Periodici
- Il Caffè, con il fratello Pietro Verri

### Carteggi
- Carteggio di Pietro e Alessandro Verri